# اگ هاربور (ویسکانسین)
اگ هاربور (به انگلیسی: Egg Harbor) یک منطقهٔ مسکونی در ایالات متحده آمریکا است که در شهرستان دور، ویسکانسین واقع شده‌است. اگ هاربور ۱۷٫۱۵ کیلومتر مربع مساحت و ۲۰۱ نفر جمعیت دارد و ۱۹۲ متر بالاتر از سطح دریا واقع شده‌است.